# The Scooby-Doo/Dynomutt Hour
The Scooby-Doo/Dynomutt Hour è uno show televisivo del sabato mattina andato in onda sulla ABC dal 9 novembre 1976 prodotto da Hanna-Barbera.

## Produzione e distribuzione
Esso contiene due segmenti animati: The Scooby-Doo Show e Blue Falcon e Cane Prodigio. In alcuni episodi del segmento Blue Falcon e Cane Prodigio, compaiono anche personaggi della serie Scooby-Doo come guest-star per aiutare a combattere il crimine. Gli episodi si intitolano:
- Everyone Hyde!
- What Now, Lowbrow?
- The Wizard of Ooze

L'intero show è stato pubblicato sul DVD The Scooby-Doo/Dynomutt Hour: The Complete Series il 7 marzo 2006.